# 4. ловачки пук
Други ловачки пук био је сачињен од 33. и 34. ваздухопловне групе стациониране на аеродрому Босански Александровац. Био је наоружан са 18 ловачких авиона Хокер харикен и са 8 ловачки авиона домаће производње ИК-2.

## Борбена дејства 33. и 34. ваздухопловне групе
Ове ваздухопловне групе у чијем саставу су се налазиле 105, 106, 107. и 108. ловачка ескадрила, биле су стациониране на аеродрому Босански Александровац. Авиони Четвртог ловачког пука дејствовали су 7. априла 1941. године као ловачка пратња авионима Осмог бомбардерског пука који је напао непријатељске циљеве у јужној Аустрији. Био је то једини случај садејства ловачке и бомбардерске авијације ЈКРВ током Априлског рата. 9. априла, око 14.00 југословенски авиони ИК-2 полетели су са аеродрома Босански Александровац како би пресрели неколико непријатељских извиђачких летелица, али безсупешно. Недуго затим уследио је напад 27 немачких ловаца на аеродром Ровине, северно од Бање Луке, на којем је био стациониран Осми бомбардерски пук. У сусрет непријатељу полетело је 5 (према неким изворима 8) авиона Хокер харикен и 5 авиона ИК-2. Формацију југословенских ловачких авиона предводио је командир 106. ловачке ескадриле капетан I класе Драгиша Милијевић. Капетан Милијевић успео је да обори два непријатељска авиона пре него што је погођен. Међутим, иако у оштећеном авиону, наставио је борбу и оборио још једног немачког ловца пре него што се његова летелица у пламену срушила код села Ровине. У овој борби оборен је и наредник Митић који се спасао искакањем. Југословенски губици износили су 2 Хокер харикена и 1 ИК-2.